# Arizona State Route 260
Die Arizona State Route 260 (kurz AZ 260) ist eine State Route im US-Bundesstaat Arizona, die in Ost-West-Richtung verläuft.
Die State Route beginnt an der Arizona State Route 89A in Cottonwood und endet in Eagar am U.S. Highway 180 und 191. Der Highway ist auch unter den Namen Camp Verde Bridgeport Highway, General George Crook Trail, Camp Verde Payson Highway, Rim Road und White Mountain Road / Boulevard bekannt. Der Abschnitt zwischen Cottonwood und Camp Verde gehörte früher zur ehemaligen Arizona State Route 279 und die Strecke zwischen Payson und Eagar war ein Teil der ehemaligen Arizona State Route 160.